# Lijst van bruggen over het Albertkanaal
Onderstaande is een lijst van brugverbindingen over het Albertkanaal. 

## De lijst
| Km.:  | Brug over hoofdkanaal:                    | Brug over kanaalarm:             | Soort:                                                    | Traject: | Afbeelding:                 |
| ----- | ----------------------------------------- | -------------------------------- | --------------------------------------------------------- | --- | --------------------------- |
| 0     | Pont Marexhe                              |                                  | verkeersbrug (boogbrug)                                   | Luik (Rue de I'lle Monsin)                                                                                                |                             |
|       | Brug van Milsaucy                         |                                  | verkeersbrug (boogbrug)                                   | Herstal (Rue de I'lle Monsin)                                                                                             |                             |
| 3,18  | Pont de Wandre                            |                                  | verkeersbrug (tuibrug)                                    | Wandre - Herstal |                             |
|       | Maasbrug (A3)                             |                                  | verkeersbrug (liggerbrug)                                 | Brussel - Aken |                             |
| 8,1   | Brug van Hermalle                         |                                  | verkeersbrug (boogbrug)                                   | Hermalle-sous-Argenteau (Rue d'Argenteau)                                                                                 |                             |
| 10,4  | Brug bij Haccourt                         |                                  | verkeersbrug (boogbrug)                                   | Tongeren - Wezet (Rampe du Pont)                                                                                          |                             |
|       | Spoorbrug bij Lieze                       |                                  | spoorbrug (vakwerkbrug)                                   | Spoorlijn 24 Tongeren - Aken (Montzenroute)                                                                               |                             |
|       | Brug bij Lieze                            |                                  | verkeersbrug (tuibrug)                                    | Lieze - Moelingen (Rue des Cimentiers)                                                                                    |                             |
| 15,9  | Brug bij Ternaaien                        |                                  | verkeersbrug (tuibrug)                                    | Ternaaien (Rue du Garage)                                                                                                 |                             |
| 19,4  | Brug bij Kanne                            |                                  | verkeersbrug (hangbrug)                                   | Kanne (Granadiersweg) |                             |
| 22,5  | Brug bij Vroenhoven                       |                                  | verkeersbrug (liggerbrug)                                 | Tongeren - Maastricht (Maastrichtersteenweg)                                                                              |                             |
| 25,7  | Brug bij Veldwezelt                       |                                  | verkeersbrug (liggerbrug)                                 | Hasselt - Maastricht (2e Carabinierslaan)                                                                                 |                             |
| 28,7  | Brug bij Briegden                         |                                  | verkeersbrug (boogbrug)                                   | Vroenhoven - Maasmechelen (Kiezelweg/Tongerensesteenweg)                                                                  |                             |
| 29,8  | Spoorbrug bij Gellik                      |                                  | spoorbrug (vierendeelbrug)                                | Spoorlijn 20 Hasselt - Maastricht                                                                                         |                             |
| 30,2  | Brug bij Gellik-Kompveld                  |                                  | verkeersbrug (liggerbrug)                                 | Gellik - Veldwezelt (Wijerdijk)                                                                                           |                             |
| 33,3  | Brug bij Eigenbilzen                      |                                  | verkeersbrug (boogbrug)                                   | Bilzen (Hoefaertweg) |                             |
| 37,1  | Brug bij Zutendaal                        |                                  | verkeersbrug (boogbrug)                                   | N730 Genk - Zutendaal (Bilzerweg)                                                                                         |                             |
| 39,1  | Brug bij Genk-Sledderlo                   |                                  | verkeersbrug (liggerbrug)                                 | N702 Haaselt - Genk (Henry Fordlaan)                                                                                      |                             |
| 40,7  |                                           | Brug bij Genk (kolenhaven)       | verkeersbrug (liggerbrug)                                 | Genk (Swinnerwijerweg) |                             |
| 41,5  | Wegbrug Sluis bij Genk                    |                                  | verkeersbrug (liggerbrug over sluizencomplex)             | Genk |                             |
| 41,5  | Spoorbrug Sluis bij Genk                  |                                  | spoorbrug (vakwerkbrug)                                   | Spoorlijn 21C Genk - Bilzen                                                                                               |                             |
| 42,9  | Brug bij Genk                             |                                  | verkeersbrug (boogbrug)                                   | Borgloon - Hamont (Westerring)                                                                                            |                             |
| 45,7  | Brug Sluis bij Diepenbeek                 |                                  | verkeersbrug (liggerbrug over sluizencomplex)             | Diepenbeek (Havenlaan) |                             |
| 47,7  | Tuibrug Godsheide                         |                                  | verkeersbrug (tuibrug)                                    | Hasselt (Berenbroeklaan)                                                                                                  |                             |
|       | De Langeman                               |                                  | fietsbrug                                                 | Hasselt (fietssnelweg F72)                                                                                                |                             |
| 50,2  | Brug Sluis bij Hasselt                    |                                  | verkeersbrug (liggerbrug over sluizencomplex)             | Hasselt (Het Sas) |                             |
| 51,9  | Brug bij Hasselt (N74)                    |                                  | verkeersbrug (boogbrug)                                   | Zonhoven - Hasselt (Kempische Steenweg)                                                                                   |                             |
|       |                                           | Brug bij Hasselt (ring)          | verkeersbrug (liggerbrug)                                 | R71 Grote Ring rond Hasselt (Herkenrodesingel)                                                                            |                             |
| 53,2  | Spoorbrug bij Kuringen                    |                                  | spoorbrug (boogbrug)                                      | Spoorlijn 21A Hasselt - Genk-Goederen                                                                                     |                             |
| 54,4  | Brug bij Kuringen                         |                                  | verkeersbrug (liggerbrug)                                 | Hasselt (Overdemerstraat)                                                                                                 |                             |
| 57,4  | Brug bij Stokrooie                        |                                  | verkeersbrug (boogbrug)                                   | Zolder - Kuringen (Stokrooieweg)                                                                                          |                             |
| 61,5  | Brug bij Zolder                           |                                  | verkeersbrug (liggerbrug)                                 | Heusden-Zolder (Westlaan)                                                                                                 |                             |
| 62    | Brug bij Zolder (E314)                    |                                  | verkeersbrug (boogbrug)                                   | Leuven - Genk |                             |
| 63    |                                           | Brug bij Zolder (kolenhaven)     | verkeersbrug (liggerbrug)                                 | Lummen (Industriestraat)                                                                                                  |                             |
| 63,6  | Brug bij Lummen                           |                                  | verkeersbrug (boogbrug)                                   | Lummen / Genenbos (Genenbosstraat)                                                                                        |                             |
| 67,1  | Brug bij Beringen                         |                                  | verkeersbrug (boogbrug)                                   | Beringen - Tienen Paalsesteenweg                                                                                          |                             |
| 69,4  | Brug bij Paal-Tervant                     |                                  | verkeersbrug (boogbrug)                                   | Beringen (Beverlosesteenweg)                                                                                              |                             |
| 70,1  |                                           | Brug bij Beringen (kolenhaven)   | verkeersbrug (liggerbrug)                                 | Beringen |                             |
| 71,7  |                                           | Brug bij Tessenderlo (industrie) | verkeersbrug (liggerbrug)                                 | Tessenderlo |                             |
| 72    | Brug bij Tessenderlo                      |                                  | Fietsbrug (boogbrug)                                      | Tessenderlo (Kanaalweg)                                                                                                   |                             |
| 72,7  | Brug bij Oostham                          |                                  | verkeersbrug (liggerbrug)                                 | Tessenderlo - Beverlo |                             |
| 74,5  | Brug bij Kwaadmechelen                    |                                  | verkeersbrug (boogbrug)                                   | Ham (Zandstraat) |                             |
| 75,7  | Brug bij Kwaadmechelen Zwartenhoek        |                                  | verkeersbrug (boogbrug)                                   | N141 Veerle - Heppen (Staatsbaan)                                                                                         |                             |
| 77,2  | Brug Sluis bij Kwaadmechelen              |                                  | verkeersbrug (liggerbrug over sluizencomplex)             | Mol - Genendijk (Gestelsesteenweg)                                                                                        |                             |
| 79,3  | Brug bij Meerhout-Vorst                   |                                  | verkeersbrug (liggerbrug)                                 | Vorst (Langvoort) |                             |
| 81,1  | Brug bij Meerhout-Veedijk                 |                                  | verkeersbrug (boogbrug)                                   | Geel - Tessenderlo (Kiezel)                                                                                               |                             |
| 83,3  | Brug bij Eindhout                         |                                  | verkeersbrug (boogbrug)                                   | N174 Geel - Schaffen (Nieuwebaan)                                                                                         |                             |
| 86,4  | Brug bij Geel-Stelen                      |                                  | verkeersbrug (boogbrug)                                   | Geel (Koning-Albertstraat)                                                                                                |                             |
| 89,7  | Brug bij Oevel-Punt                       |                                  | verkeersbrug (tuibrug)                                    | Turnhout - Aarschot (Snelwegstraat)                                                                                       |                             |
| 92,9  | Brug bij Olen-Hoogbuul                    |                                  | verkeersbrug (boogbrug)                                   | Olen (Neerbuul) |                             |
| 95,9  | Brug Sluis bij Olen                       |                                  | verkeersbrug (liggerbrug over sluizencomplex)             | Olen (Sluizenweg) |                             |
| 96,9  | Brug bij Herentals-Olen                   |                                  | verkeersbrug (boogbrug)                                   | N152 Herentals - Herselt (Aarschotseweg)                                                                                  |                             |
| 98,1  | Brug bij Herentals-Herenthout             |                                  | verkeersbrug (tuibrug)                                    | Herenthals (Herenhoutseweg)                                                                                               |                             |
| 99    | Brug bij Herentals-Lier                   |                                  | verkeersbrug (boogbrug)                                   | Lier - Herenthals (Lierseweg)                                                                                             |                             |
| 99,9  | Spoorbrug bij Herentals-Lier              |                                  | spoorbrug (vierendeelbrug)                                | Spoorlijn 15 Antwerpen - Hasselt                                                                                          |                             |
| 104,3 | Brug bij Grobbendonk                      |                                  | verkeersbrug (boogbrug)                                   | Grobbendonk (Bevrijdingsstraat)                                                                                           |                             |
| 110,7 | Brug bij Viersel                          |                                  | verkeersbrug (boogbrug)                                   | Viersel (Herentalsebaan)                                                                                                  |                             |
| 111,8 | Brug bij Massenhoven                      |                                  | verkeersbrug (boogbrug)                                   | Mechelen - Meerle (Liersebaan)                                                                                            |                             |
| 114,2 | Brug bij Oelegem (E34)                    |                                  | verkeersbrug (liggerbrug)                                 | Antwerpen - Eindhoven | De meest rechtse brug.      |
| 115   | Brug bij Oelegem (I)                      |                                  | verkeersbrug (boogbrug)                                   | Oelegem (Oelegemsesteenweg)                                                                                               | De middelste brug.          |
| 116,8 | Brug bij Oelegem (II)                     |                                  | verkeersbrug (liggerbrug)                                 | Oelegem (Keerbaan/Jozef Simonslaan)                                                                                       | De meest linkse brug.       |
| 119,8 | Brug Sluis van Wijnegem                   |                                  | fiets- en voetgangersbrug (liggerbrug over sluizencomplex | Wijnegem |                             |
| 120,6 | Brug bij Wijnegem (Turnhoutsebaan - N112) |                                  | verkeersbrug (liggerbrug)                                 | Wijnegem (Turnhoutsebaan)                                                                                                 |                             |
| 121,6 | Brug bij Wijnegem (Houtlaan - N12)        |                                  | verkeersbrug (boogbrug)                                   | Antwerpen - Turnhout (Houtlaan)                                                                                           |                             |
| 123,4 | Hoogmolenbrug                             |                                  | verkeersbrug (liggerbrug)                                 | Schoten (Deurnesteenweg)                                                                                                  |                             |
|       | Kruiningenbrug                            |                                  | fiets- en voetgangersbrug                                 | toekomstige brug |                             |
| 126   | Deurnebrug (Brug van den Azijn)           |                                  | verkeersbrug (boogbrug)                                   | Merksem - Deurne (Deurnebaan)                                                                                             | Oude liggerbrug tot 2018    |
|       |                                           | Ophaalbrug Merksem Groot Dok     | verkeersbrug (ophaalbrug)                                 | Antwerpen (Vaartkaai) |                             |
|       |                                           | Ophaalbrug Merksem Klein Dok     | verkeersbrug (ophaalbrug)                                 | Antwerpen (Westkaai) |                             |
| 126,9 | Burgemeester Gabriël Theunisbrug          |                                  | verkeersbrug met trambaan (liggerbrug)                    | Antwerpen Tramlijn |                             |
| 127,9 | Fietsbrug IJzerlaan                       |                                  | fiets- en voetgangersbrug (vakwerkbrug)                   | Antwerpen (Denderstraat)                                                                                                  | Oude IJzerlaanbrug tot 2016 |
| 128,1 | Viaduct van Merksem                       |                                  | verkeersbrug (liggerbrug)                                 | Ring om Antwerpen | De meest rechter brug       |
|       | Spoorbrug Albertkanaal                    |                                  | drie spoorbruggen (boogbrug)                              | Spoorlijn 12 Antwerpen - Roosendaal Spoorlijn 25 Brussel - Antwerpen Luchtbal Spoorlijn 27A Mortsel - Haven van Antwerpen |                             |
| 128,6 | Noorderlaanbrug                           |                                  | verkeersbrug met trambaan (twee liggerbruggen)            | Antwerpen (Noorderlaan) Tramlijn                                                                                          |                             |